# الحزم (تعز)
الحزم هي إحدى قرى الجمهورية اليمنية. وهي تتبع جغرافيًا لمحافظة تعز. وإداريًا لمديرية التعزية. يبلغ تعداد سكانها 2174 نسمة حسب الإحصاء الذي جرى عام 2004.